# Fortanerius van Vassal
Fortanerius van Vassal of Fontanier Vassalli (Vaillac, circa 1295 – Pavia, 16 oktober 1361) was een 14e-eeuws franciscaner monnik. Hij was aartsbisschop van Ravenna en patriarch van Grado, en stierf één maand na zijn benoeming tot kardinaal.

## Levensloop
Vassal groeide op in de provincie Aquitanië, in het koninkrijk Frankrijk, waar hij intrad bij de orde der franciscanen in Gourdon.
Vassal behaalde in 1334 de graad van magister in de theologie aan de universiteit van Avignon en Vaucluse, ook wel de Studium Generale van Avignon genoemd. Avignon lag toen in het Heilige Roomse Rijk. Het was de periode van de Babylonische ballingschap der pausen aldaar. Vassal stond in aanzien bij paus Johannes XII, want deze had hem al een jaar tevoren, in 1333, benoemd tot hoogleraar theologie aan deze pauselijke universiteit.
Professor Vassal geraakte aan de top van de orde der franciscanen: van 1342 tot 1348 was hij hun generaal-overste. Vassal liet er zich opmerken door een kruistocht te prediken tegen de familie Ordelaffi in Forli en tegen de Manfredi’s in Faenza. Van een verzoeningspoging in 1343 met Johannes V Palaiologos, keizer van Byzantium, kwam niets in huis, want Vassal is nooit vertrokken naar Byzantium.
In 1347 werd Vassal verkozen tot aartsbisschop van Ravenna, waarna paus Clemens VI hem nog een jaar aan de top hield van de orde der franciscanen. Een jaar later, in 1348, werd hij tot aartsbisschop gewijd. Hij bleef er aartsbisschop tot 1351, toen hij een vredesbestand bereikte tussen de republieken Venetië en Genua, en dit in hoedanigheid van pauselijk legaat. Hij reisde ook meermaals naar Venetië.
In 1351 beloonde Clemens VI hem met een bevordering tot patriarch van Grado. Vassal bleef dit tot zijn dood in 1361; zijn bisschopszetel was de Sant'Eufemia basiliek in Grado. Tijdens zijn periode aldaar bleef Vassal het aartsbisdom Ravenna besturen als apostolisch administrator. In november 1354 kreeg hij van paus Innocentius VI de opdracht keizer Karel IV tot koning van Italië kronen met de IJzeren Kroon omdat de aartsbisschop van Milaan dat niet wou doen. Vassal voerde de koningskroning uit, in Milaan, op 6 januari 1355.
In september 1361 ontving Vassal het pauselijk bericht dat hij een kardinaalshoed kreeg. Kort nadien werd hij formeel benoemd tot aartsdiaken van het bisdom Londen met als inkomen een prebende van de (oude) St Pauls’s cathedral van Londen. Vassal reisde meteen naar Avignon om daar zijn kardinaalshoed op te halen, doch hij stierf in oktober van dat jaar onderweg in Pavia. De doodsoorzaak was de pest. Vassal werd ter plekke begraven, in het klooster van de franciscanen in Pavia.
Paus Urbanus V eiste de bezittingen op van Vassal omdat deze laatste een testament ten gunste van zijn familie in Aquitanië had opgesteld zonder medeweten van de Heilige Stoel. De diensten van de paus in Avignon namen daarop bezit van al zijn eigendommen.

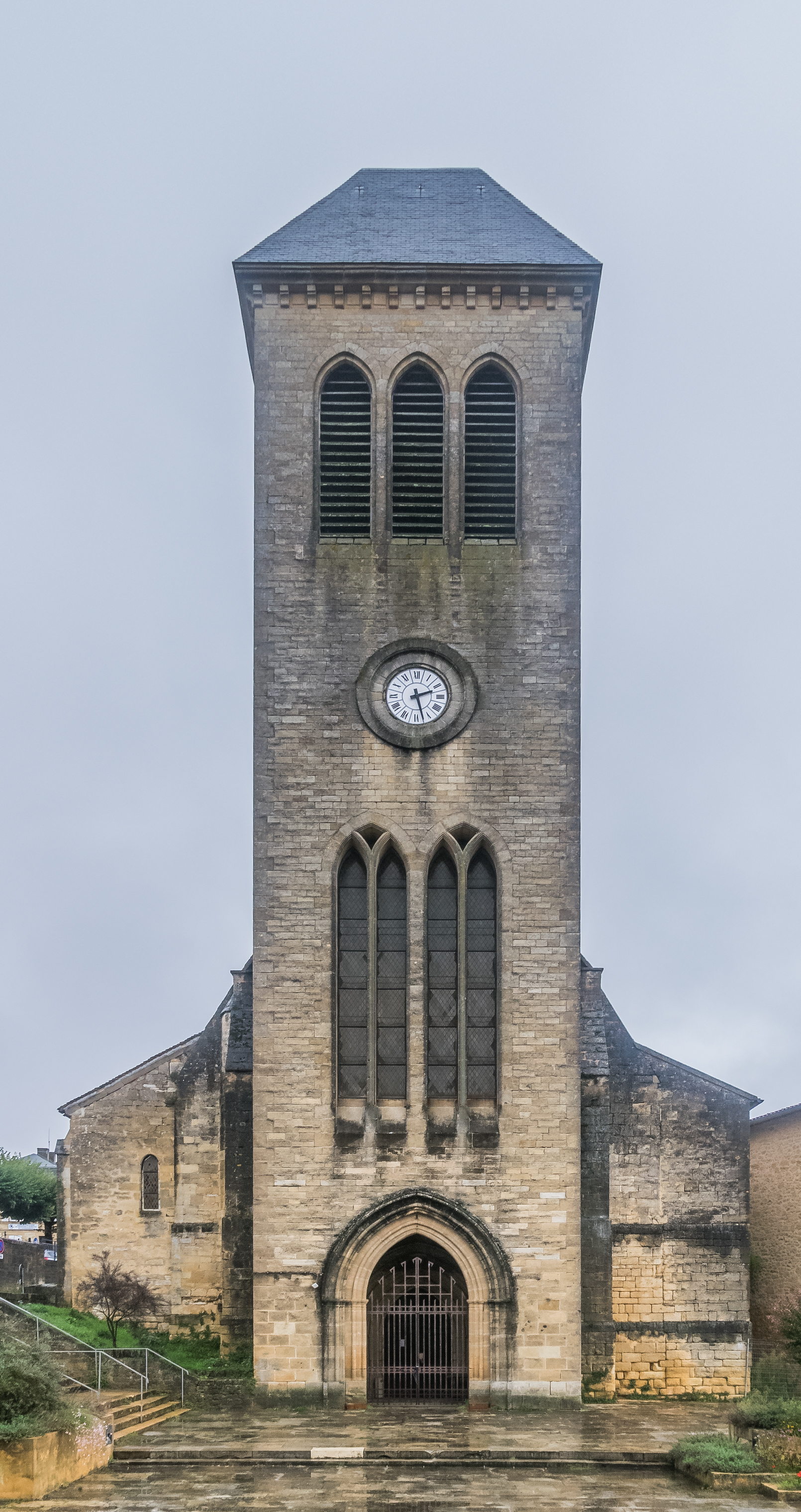
Minderbroederskerk van Gourdon (Aquitanië), waar hij intrad als monnik
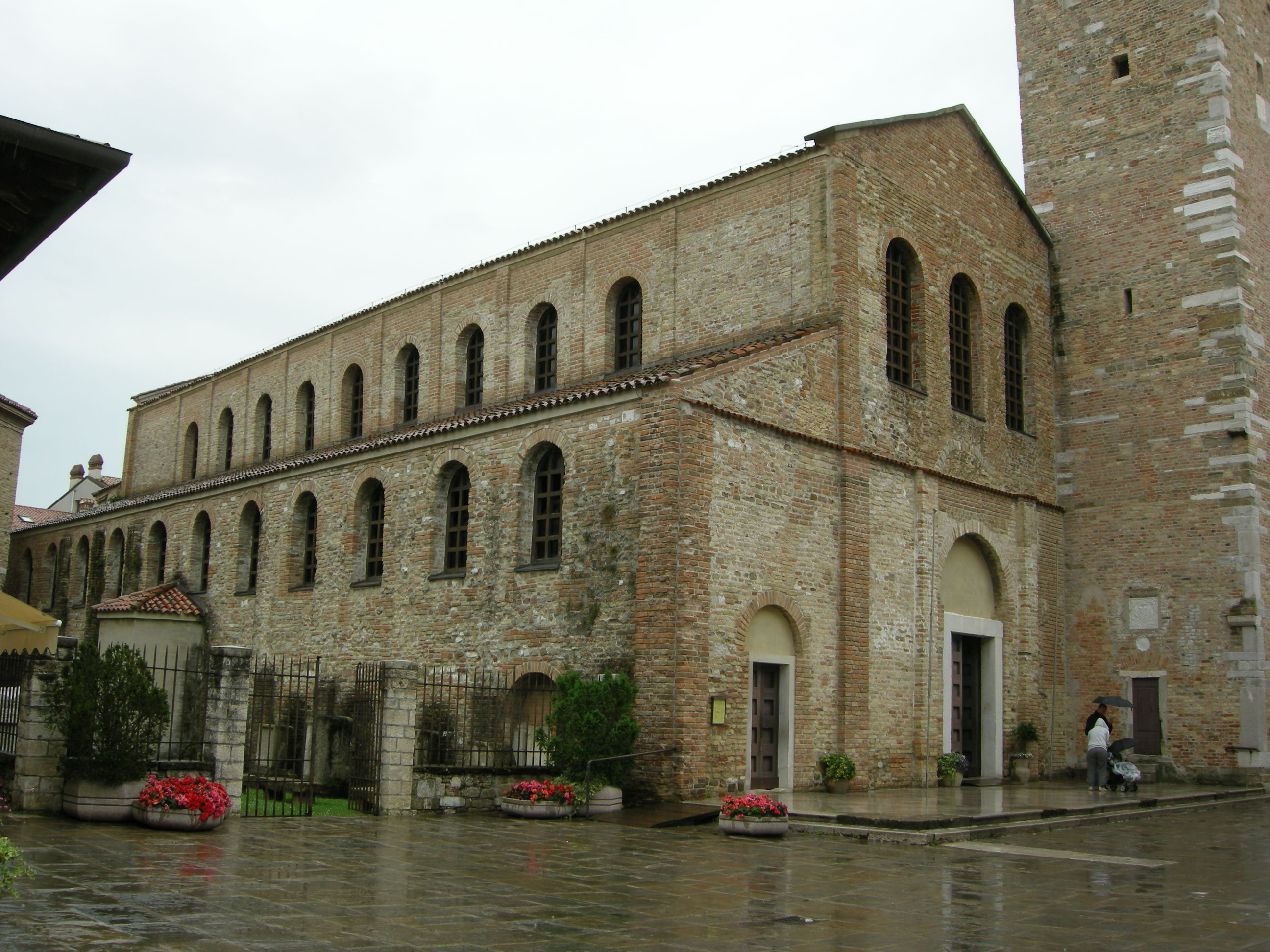
Sant'Eufemia basiliek van Grado, waar hij patriarch was